# Муравина, Ольга Викторовна
Ольга Викторовна Муравина (род. 7 февраля 1975, Москва) — российский скульптор.

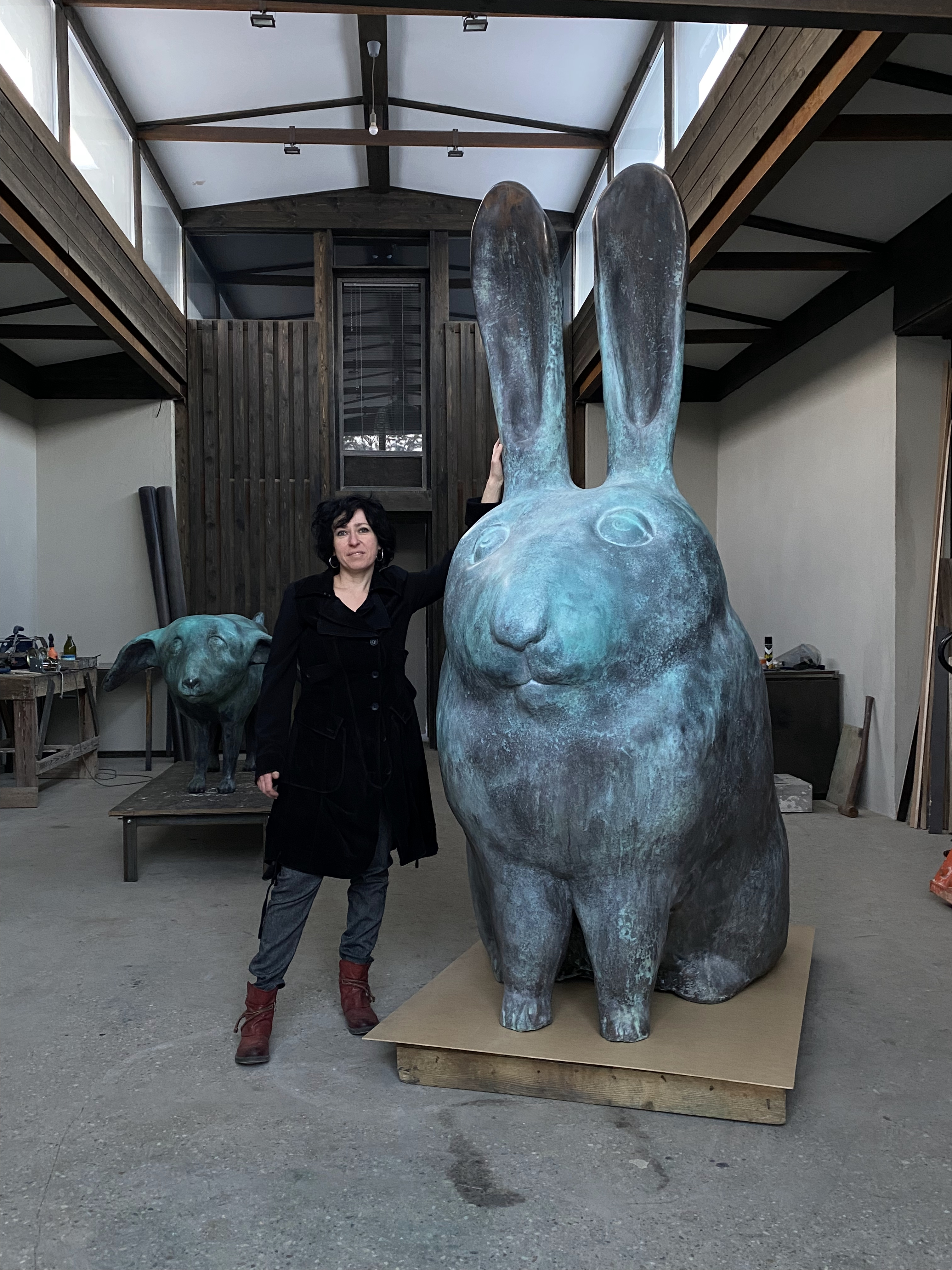

## Биография
Родилась 7 февраля 1975 года в Москве. 
В 1993 году окончила Московский академический художественный лицей при МГАХИ им. В. И. Сурикова,
становится стипендиатом гуманитарного фонда "Знание" им. С.И. Вавилова
В 2000 году  окончила с отличием факультет скульптуры МГАХИ им. В. И. Сурикова (мастерская Михаила Переяславца),  
становится стипендиатом Российского союза художников и получила диплом Российского союза художников за вклад в развитие современного искусства.
С 2000 года — член Московского Союза художников и Объединения московских скульпторов, 
с 2008 года — член Московского союза дизайнеров, с 2011 года — член Международного художественного фонда.
В 2000 году совместно с Сергеем Соболевым основала дизайн студию Ars forma.
В 2017 году вместе с Сергеем Соболевым и Русланом Кононенко стала соучредителем АНО Центр современной скульптуры и дизайна «Метаобъект».
Является участницей более 50 выставок и арт-проектов в России, Нидерландах, Германии,  США, Сингапуре, Китае, Гонконге, Испании, Монако..

Скульптуры Ольги Муравиной находятся в Государственном Русском музее в Санкт-Петербурге и других музеях и частных коллекциях 
в России, Италии, Испании, Франции, Израиле, Нидерландах, Сингапуре, Германии, Монако, США

## Личная жизнь
Замужем за скульптором и дизайнером Сергеем Соболевым. Трое детей: Алёна (р. 1996), Александр (р. 2005), Кирилл (р. 2019).

## Выставки

### Персональные выставки
- 2010 — «Малый московский парадиз», ЦСИ Марс, Москва[5]
- 2010 — Выставка в галерее Noordeinde, Нидерланды
- 2011 — «Мальчик на солнце», музей Палаты Строгановых, Усолье[6]
- 2012 — Toys. Perfect world, 11.12 GALLERY, ЦСИ Винзавод, Москва[7]
- 2013 — Toys/Perfect world, музей Палаты Строгановы, Усолье
- 2013 — Проект в рамках Design village, Крокус-Сити, Москва
- 2015 — Московский педагогический государственный университет, Москва[8]
- 2018 — «Easy reverie», Alabriga, Испания
- 2020 — Проект уличной скульптуры в парке Музеон, Москва[9]
- 2021 — «Лёгкое забытьё», Abramova Gallery, Санкт-Петербург[10]

### Международные арт-фестивали, арт-ярмарки и групповые  выставки
1994 Выставка МАХЛ, Крымский Вал, Москва
1994 Молодёжная выставка, галерея «Усадьба», Старосадский пер., Москва
1994 Рождественская выставка, Старосадский пер., Москва
2001 Выставка дипломных работ в Российской академии художеств, Москва
2002 Выставка «Молодость России» Российского Союза Художников в ЦДХ, Москва
2003 Выставка 70 лет МОСХ, Манеж, Москва
2004 Выставки Московского союза художников в ЦДХ, Москва
2004 Выставки Московского союза художников, Кузнецкий мост, Москва
2004 Выставка «Мёртвый сезон» на Кузнецком мосту, Москва
2005 Выставка «Художники Масловки», ЦДХ, Москва
2006 Выставка «Худграф» в ТЦ «Тишинский», Москва
2006 Выставка «Образы», галерея «Лаврушин», ЦДХ, Москва.
2006 Московский международный художественный салон «ЦДХ», Москва
2006 Выставка « Собрание» в галерее «Лаврушин» в ЦДХ, Москва
2007 Молодость России, ЦДХ
2007 Выставка в Крокус Экспо в рамках Moscow Fashion Expo 2007, Москва
2007 Московский международный художественный салон «ЦДХ» , Москва
2008 Молодёжная выставка Московского союза художников, ЦДХ, Москва
2008 Выставка Московского Союза Художников в ЦДХ, Москва
2008 Арт Манеж 2008, галерея AG, Москва
2009 Международный художественный салон в ЦДХ, Москва
2009 Молодёжная выставка МОСХ в Новом Манеже, Москва.
2009 Выставка, Объекты и формотворчество, Государственная Третьяковская Галерея Крымский Вал, Москва.
2009 “Open art fair” in Utrecht, галерея Noordeinde, Нидерланды
2009 “ARTI 09” in The Hague, галерея Noordeinde, Нидерланды
2009 Артманеж 2009, галерея Арт Квартал, Москва
2009 Выставка Московского союза художников в ЦДХ «Мир живописи и скульптуры», Москва
2011 «Время странствий», ЦДХ, Москва
2011 Органика, галерея на Солянке, Москва
2011 Дизайн мод центр экологическая выставка, Москва
2011 Mixed Media. Monochrome, галерея 11.12 ЦСИ «Винзавод»
2012 «Mixed Media2» галерея 11.12 ЦСИ «Винзавод»
2012 Art mosaic, 11.12 Gallery, Сингапур
2013 Nord Art-2013. Kunstwerk Carlshutte. Бюдельсдорф, Германия
2013 Carré Doré Collection, Галерея Карре Доре, Монте-Карло
2013 «Mixed Media3» галерея 11.12 ЦСИ «Винзавод»
2014 11.12 Gallery, Сингапур
2014 «Скульпторы Москвы», Объединение московских скульпторов, Московский педагогический
государственный университет, Москва
2014  Международная выставка современного искусства NordArt 2014, Германия,Büdelsdorf.
2014 «Усадьба Джаз», Москва, усадьба Архангельское
2014 «Иллюзии» выставка скульптур под открытым небом, музей Коломенское, Москва.
2014 Выставка «Russian Contemporary Art», Carré Doré gallery, Monaco.
2015 «Нулевой Километр» Объединение московских скульпторов, Московский педагогический
государственный университет, Москва
2015 Выставка ландшафтного дизайна «Сады и Люди», Москва, Парк Сокольники
2015 Affordable art fair, Singapore, Сингапур
2016 Выставка объединения московских скульпторов, Московский педагогический государственный
университет, Москва
2016 Выставка посвященная 10 летию галереи 11/12 , Москва, ЦСИ «Винзавод»
2017 Выставка объединения московских скульпторов к КСК «Дивный»
2017 East West Gallery, Центр дизайна  Art  Play, Москва
2018 «Творческие среды», Москва, ЦДХ
2018 Фестиваль современного искусства Arshortus, Ботанический сад МГУ « Аптекарский огород», Москва
2018 Выставка современной городской скульптуры , Технопарк, Сколково
2019 Выставка Escape, Ingallery, ЦСИ Cube.Moscow, Москва
2020 Выставка Объединение московских скульпторов, Кузнецкий Мост 11, Москва
2020 Выставка Batimat Moscow 2020/ Globaldesign , Крокус Экспо, Москва